# Hoppy il Coniglio Marvel
Hoppy il Coniglio Marvel è un personaggio immaginario dei fumetti originariamente pubblicato dalla Fawcett Comics come spin-off di Capitan Marvel. Fu creato da Chad Grothkopf ed esordì nella serie Fawcett's Funny Animals (n. 1, dicembre 1941). Più tardi, Hoppy venne acquisito dalla DC Comics e fece periodiche apparizioni nelle storie di Capitan Marvel.

## Storia editoriale
Hoppy debuttò in Fawcett's Funny Animals n. 1 e apparve in quasi ogni uscita del fumetto. Divenne protagonista anche in una sua serie di 15 uscite, Hoppy il Coniglio Marvel (Dicembre 1945 - Settembre 1947), con diverse avventure di Hoppy per ogni numero, in cui in alcune storie apparivano i suoi vecchi compagni, co-protagonisti di Fawcett's Funny Animals.
Per un arco di cinque numeri (n. 49-54, maggio-ottobre 1947), Hoppy non comparve in Fawcett's Funny Animals; in questi numeri comparivano Billy The Kid e Oscar come ospiti principali. Cominciando col numero n. 55, Hoppy ridivenne il protagonista. In Fawcett's Funny Animals n. 69 (Febbraio 1951), le storie del Coniglio Capitan Marvel furono ritirate, per essere rimpiazzate da storie col solo Hoppy per protagonista. Non ci furono ulteriori notizie della sua carriera come Coniglio Capitan Marvel. Nel numero n. 80 la parola "Fawcett's" fu tolta dalla testata, reimpostando il fumetto col nome di Funny Animals. L'ultimo numero di Funny Animals fu il numero n. 83 (1953).
Dopo che la Fawcett cancellò Funny Animals, i diritti di molti dei personaggi furono acquistati dalla Charlton Comics. Charlton riprese la pubblicazione di Funny Animals con il numero n. 84 e continuò la serie fino al numero n. 91 (Febbraio 1956).Hoppy apparve anche in Atomic Mouse di Charlton, sebbene queste storie sembrarono essere repliche di Fawcett's Funny Animals. Per queste ristampe, Charlton rimosse il fulmine magico dalla tuta di Hoppy, cambiando il suo nome in Magic Bunny, e cambiando la sua parola magica in "Alizam!". Ci si riferirà altrimenti a lui in molti fumetti di Charlton come "Hoppy","Happy" e "Hoppy il Coniglio Magico".
Dopo che la DC Comics acquisto i personaggi Fawcett da Charlton, Hoppy ritornò in DC Comics Presents n. 34 (Giugno 1984). Hoppy fu trasformato sporadicamente dalla DC qualche volta durante gli anni, più in particolare in The Oz Wonderland War n. 2, e in il Potere di Shazam! n. 29.

## Biografia del personaggio
Hoppy è un coniglio rosa che vive nella città di Funny Animalville, insieme a un assortimento di altri buffi animali. Come rivelato nella storia originale di Fawcett's Funny Animals n. 1, Hoppy è un fan di Capitan Marvel. Un giorno decide di emulare il suo eroe e dice la parola magica "Shazam!". Sorprendentemente, la parola magica trasforma Hoppy in Capitan Coniglio Marvel.
In "Fawcett's Funny Animal" n. 30 (Luglio 1945), il motivo dei poteri di Hoppy viene svelato. Nella storia "Hoppy incontra il Coniglio Mago", Hoppy sbatte la testa e viene colpito da amnesia. Il misterioso Coniglio Mago vede tutto e si precipita per aiutare Hoppy a recuperare la memoria. Un pannello nella storia afferma "Dato che è colui che ha conferito a Hoppy il potere e la parola magica, il Coniglio Mago volò sulla Terra per aiutare Hoppy.". Infine, il Mago fece dire a Hoppy "Shazam!" e la sua memoria ritornò insieme alle sue abilità. Questa è l'unica comparsa conosciuta del Mago.
La parola "Shazam!" ha una differenza leggermente diversa per Hoppy. Secondo la storia scritta da E. Nelson Bridwell, The Oz Wonderland Story n. 2, Capitan Coniglio Marvel ha la saggezza di Salamander, la forza di Hogules, la resistenza di Antlers, il potere di Zebreus, il coraggio di Abalone e la velocità di Monkurio.
Le storie di Hoppy occasionalmente ospitano la sua fidanzata Millie, che (come Lois Lane) disprezza il mite Hoppy ma venera l'eroico Capitan Coniglio Marvel. Millie non ha ovviamente idea che Hoppy può diventare il Coniglio Marvel.
Hoppy ha pochissimi nemici ricorrenti, con una notabile eccezione. In Fawcett's Funny Animals n. 22 (1944), Capitan Coniglio Marvel, si batte col cattivo Storm King, un nemico con poteri magici, responsabile della creazione di tempeste, che vive su una nuvola nera alta nel cielo. Hoppy non lo incontrerà più ma undici anni dopo ritornerà per confrontarsi con Atomic Mouse di Charlton in Atomic Mouse (vol. 1) n. 15 (1955).
Un altro nemico degno di nota apparve in Fawcett's Funny Animals n. 32 (Ottobre-Novembre 1945). Nella storia principale di questo numero, Hoppy incontra Capitan Black Bunny, che si basa sul nemico di Capitan Marvel, Black Adam. Capitan Black Bunny, indossa un costume nero simile a quello di Black Adam, sebbene il coniglio cattivo abbia il mantello e, al posto del fulmine dorato, possiede una fiamma gialla sul petto. Capitan Black Bunny arriva dal profondo interno del nucleo della Terra ed è aiutato da una gang di scagnozzi.
Nella prima comparsa di Hoppy nella DC Comics, Hoppy e Millie si trovano magicamente trasportati su Terra-S, la casa della Famiglia Marvel nell'Universo DC Pre-Crisi. Qui aiuterà la Famiglia Marvel e Superman contro Mr. Mind, Mr. Mxyzptlk e King Hull. In questa storia Hoppy e Millie sono raffigurati come conigli bianchi invece che nel loro solito colorito roseo.
Hoppy appare anche in Oz Wonderland War n. 2, dove combatte al fianco di Capitan Carota e la sua Stupefacente Squadra Zoo.

## Poteri e abilità
Hoppy ha dei poteri quasi identici a quelli di Capitan Marvel. Ne ha accesso gridando la parola "Shazam!" ma la sua squadra differisce, in quanto le divinità che lo potenziano sono Salamander, Hogules, Antlers, Zobreus, Abalone e Monkurio.